# Râul Cochirleanca
Râul Cochirleanca este un curs de apă, afluent al râului Boul. 